# 彦島幹部交番
彦島幹部交番（ひこしまかんぶこうばん）は、山口県下関警察署管内の幹部交番。かつては山口県彦島警察署という独立した警察署であった。

## 所在地
- 山口県下関市彦島緑町9番7号

## 管轄区域
- 下関市の彦島地区

## 沿革
- 1918年（大正7年）3月 下関警察署彦島警部補派出所を設置。
- 1948年（昭和23年）3月7日 下関市西警察署彦島警部派出所に改称。
- 1950年（昭和25年）2月 下関市彦島警察署に改称。
- 1954年（昭和29年）7月1日 山口県彦島警察署に改称。
- 2008年（平成20年）4月1日 下関警察署に統合され、彦島幹部交番に移行。江の浦交番を彦島幹部交番江の浦連絡所に降格。

## 交番
（）の中は所在地。
- 南交番（下関市彦島塩浜町1丁目）

## 駐在所
（）の中は所在地。
- 西山駐在所（下関市彦島迫町5丁目）
- 本村駐在所（下関市彦島本村町3丁目）
- 福浦駐在所（下関市彦島福浦町1丁目）

座標: 北緯33度56分01秒 東経130度54分35秒 / 北緯33.933638度 東経130.90969度